# Alex Pettyfer
Alexander Richard "Alex" Pettyfer (n. 10 aprilie 1990, Stevenage, Hertfordshire, Anglia) este un actor englez și fotomodel.

## Filmografie
| An   | Titlu                  | Rol                      |
| ---- | ---------------------- | ------------------------ |
| 2005 | Tom Brown's Schooldays | Tom Brown                |
| 2006 | Stormbreaker           | Alex Rider               |
| 2008 | Wild Child             | Freddie Kingsley         |
| 2009 | Tormented              | Bradley White            |
| 2011 | Numărul Patru          | John Smith/Numărul Patru |
| 2011 | Beastly                | Kyle Kingson/Hunter      |
| 2011 | În timp                | Fortis                   |